# Homeless Songs
Albums de Stephan Eicher
Hüh!
(2019)
Homeless Songs est le 16e album du chanteur suisse Stephan Eicher, sorti en 2019. 
Des chansons sont en français, 2 en anglais et 4 en dialecte bernois. Interprètes ayant participé : Dan Reeder (titre 10), Axelle Red, Miossec (titre 13) et Gregor Hildebrandt (titre 14).

## Liste des pistes
| No  | Titre                          | Paroles                            | Musique                                         | Durée |
| --- | ------------------------------ | ---------------------------------- | ----------------------------------------------- | ----- |
| 1.  | Si tu veux (que je chante)     | Philippe Djian                     | Stephan Eicher                                  | 02:43 |
| 2.  | Homeless Song                  | Martin Gallop                      | Martin Gallop                                   | 01:18 |
| 3.  | Prisonnière                    | Philippe Djian                     | Stephan Eicher                                  | 02:33 |
| 4.  | Niene Dehei                    | Martin Suter                       | Stephan Eicher                                  | 06:09 |
| 5.  | Je n'attendrai pas             | Philippe Djian                     | Stephan Eicher                                  | 02:09 |
| 6.  | Monsieur - Je ne sais pas trop | Philippe Djian                     | Stephan Eicher - Martin Gallop                  | 02:52 |
| 7.  | Broken                         | Stephan Eicher                     | Stephan Eicher                                  | 00:43 |
| 8.  | Gang Nid Eso                   | Martin Suter                       | Stephan Eicher                                  | 01:55 |
| 9.  | Haiku - Papillons              | Philippe Djian                     | Stephan Eicher                                  | 05:39 |
| 10. | Né un ver                      | Dan Reeder (adapt. Stephan Eicher) | Dan Reeder                                      | 02:05 |
| 11. | Toi et ce monde                | Philippe Djian                     | Stephan Eicher                                  | 03:39 |
| 12. | Still                          | Martin Suter                       | Stephan Eicher                                  | 02:29 |
| 13. | La fête est finie              | Christophe Miossec                 | Stephan Eicher - Chistophe Miossec - Axelle Red | 02:21 |
| 14. | Wie einem der Gewissheit hat   | Alexander Losse                    | Stephan Eicher                                  | 02:03 |

## Reprise
L'album comprend une nouvelle version du titre Papillons, qui était l'une des nouveautés de l'album Hüh! paru plus tôt en 2019, ainsi que les titres en bernois Gang Nid Eso et Still, déjà publiés sur l'album Songbook de 2017. 

## Production
Album publié chez Polydor, division d'Universal Music Group, sous la référence 080306-9.
Principaux crédits : 
- produit par Stephan Eicher, Martin Gallop et Reyn Ouwehand
- Enregistré en Camargue, à Berlin et à Amsterdam
- Mixé par Ingo Krauss (Berlin) et Jem Seifert
- Masterisé par Bo c/o Calys